# Ocnogyna baetica
Ocnogyna baetica là một loài bướm đêm thuộc phân họ Arctiinae, họ Erebidae. Loài này có ở Ý, bán đảo Iberia và Bắc Phi.
Ấu trùng ăn Hedysarum, Trifolium, Erysimum và Malva.

## Hình ảnh

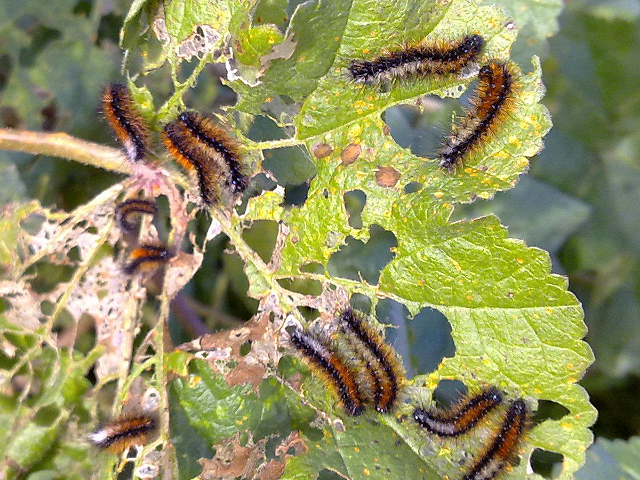